# میدان (گول‌باشی)
میدان (به ترکی استانبولی: Meydan) یک منطقهٔ مسکونی در ترکیه است که در گول‌باشی واقع شده‌است.